# Tipula (Vestiplex) crolina
Tipula (Vestiplex) crolina is een tweevleugelige uit de familie langpootmuggen (Tipulidae). De soort komt voor in het Palearctisch gebied.